# شهرستان ژانگ
شهرستان ژانگ (به لاتین: Zhang County) یک شهرستان‌های جمهوری خلق چین در چین است که در دینگسی واقع شده‌است.